# Marc Carol
Marc Carol Ybarra (14 februari 1985) is een Spaans autocoureur.

## Career
Carol nam deel aan de Formule BMW Junior Cup Iberia in 2001 en finishte hierin als vierde. Hij won ook de Spaanse Citroën Saxo Cup in dat jaar. In 2002 finishte hij als vijfde in de Spaanse Formule Junior 1600.
Carol won de Spaanse Seat Leon Supercopa in 2004, en mocht hierdoor in de Spaanse race in het WTCC-seizoen van 2005 starten op het Circuit Ricardo Tormo Valencia. De eerste race finishte hij als tiende, de tweede race eindigde hij op een achtste plek, waardoor hij een kampioenschapspunt scoorde.
Carol keerde terug in de Supercopa in 2007 om als dertiende te finishen. Hij nam ook deel aan het Spaanse GT-kampioenschap in 2007 en 2008. Carol won het Spaanse Endurance Kampioenschap in 2008. In 2009 won hij de Spaanse Seat Leon Supercopa.